# Història del doblatge en Espanya
El doblatge en Espanya té una arrelada tradició que ha suposat que hui en dia estiga generalitzada la preferència pel consum de les produccions audiovisuals doblades al castellà. La tradició prové principalment de les lleis de doblatge obligatori de l'època franquista (1939-1975).

## Dècada del 1930 i Època Franquista (1939-1975)
Durant la dècada del 1930, apareixen les pel·lícules amb so i circulen per diversos països. Inicialment els doblatges per a Espanya es feien a França. El primer estudi de doblatge fou T.R.E.C.E., un estudi establert el 1932 a Barcelona.
Acabada la Guerra civil espanyola (1936-1939), el doblatge baix el règim franquista adquireix un sentit propagandístic nacionalista. En el marc de la defensa de l'espanyol com a senya identitària, totes les pel·lícules projectades devien estar per llei doblades a l'espanyol. La llei seria la Llei de Defensa de l'Idioma promulgada el 1941, podent entendre com a precedent espanyol l'ordre ministerial anterior que obligava a registrar noms que solament foren genuïnament en castellà. Aquesta llei espanyola tenia un precedent italià amb una llei promulgada per Benito Mussolini.
| «                           | Queda prohibida la projecció cinematogràfica en altre idioma que no siga l'espanyol, excepte amb autorització que concedirà el Sindicat Nacional de l'Espectacle, d'acord amb el Ministeri d'Indústria i Comerç i sempre que les pel·lícules en qüestió hagen sigut prèviament doblades. El doblatge deurà realitzar-se en estudis espanyols que radiquen en territori nacional i per personal espanyol. | » |
| — Ley de Defensa del Idioma | |   |

La funció propagandística servia per a realçar l'idioma castellà com a signe identitari nacionalista i per a evitar qualsevol contaminació externa de l'idioma.
Les pel·lícules doblades al castellà d'aquesta època solien estar afectades per un procés de censura, arribant a modificar els guions.

## Democràcia (1975-)
La tradició del doblatge obligatori franquista es convertí durant l'època de la democràcia en la preferència generalitzada pel doblatge en castellà davant l'opció del consum en versió original. Aquesta arrelada cultura del doblatge en Espanya té implicacions com:
- Tindre un mercat robust i especialitzat en el doblatge.
- Ser una parcial causant de la falta de destresa en diverses llengües estrangeres de la població espanyola.

L'accés al doblatge d'Espanya es diferencia del doblatge massiu de França, del Regne Unit i Alemanya en que aquests faciliten més l'accés a l'obra en versió original.
És característic la castellanització dels títols de les pel·lícules i sèries de televisió.
Durant la dècada de 1970 els professionals del doblatge portaren endavant una lluita sindical per a dignificar la seua feina.
Durant la dècada del 1980, l'aparició de les televisions autonòmiques i privades foren una causa del creixement del mercat del doblatge.